# Theaceae
Theaceae, las teáceas, son una familia de plantas con flores perteneciente al orden Ericales. Es originaria de países subtropicales e intertropicales de América y Asia.

## Etimología
El nombre de esta familia deriva del nombre del género Thea L., que era el género tipo de la familia, a su vez derivado del chino minnan 荼 (tú) "té", en China; hacia el final de la dinastía Zhou, alrededor del 700 o 650 a. C. el término corresponde al ideograma 茶 (chá), una simple reducción, una barra menos, del carácter 荼 (tú), malayo tēh "té", neerlandés thee "té".
Sin embargo el género Thea L. que se ha integrado en el género Camellia L. ya no está reconocido. 
Por lo tanto, lógicamente, la familia debería llamarse Camelliaceae, nombre que existe, pero que tampoco está reconocido. Por lo tanto, el nombre Theaceae es el nombre válido debido a una propuesta de conservación.
A nivel genérico, la elección de Camellia en favor de Thea es cuestionable en sí misma, pero es un caso conocido y explicado por el propio Código Internacional de Nomenclatura. Sabemos que el nombre del género Thea se publicó el 24 de mayo de 1753 mientras que el nombre Camellia no se publicó hasta el 16 de agosto de 1753. Por lo tanto, la regla de la anterioridad dicta que Thea tiene prioridad sobre Camellia. Sin embargo, oficialmente se considera que Thea y Camellia se publicaron el mismo día, el primero de mayo de 1753, lo que invalida la regla de precedencia. El primero en establecer la relación entre Thea y Camellia fue Robert Sweet en 1818. Favoreció Camellia sobre Thea por una razón desconocida, pero para el código de nomenclatura se convirtió en una referencia por preferir Camellia sobre Thea.
Así, si se hubiera aplicado la regla de la anterioridad, el género Camellia debería haberse llamado Thea.

## Descripción
Son arbustos o árboles, generalmente siempreverdes.
Estas son plantas leñosas: en su mayoría pequeños árboles o arbustos de hoja perenne (altura máxima de crecimiento de 20 metros) . Hay tricomas unicelulares presentes o son lampiños. Las hojas alternas y dispuestas en espiral o bilinealmente sobre las ramas, pecioladas o sésiles, tienen un limbo siempre brillante, coriáceo y simple, a menudo asimétrico. El margen de la hoja es a menudo aserrado. Las hojas a menudo se vuelven rojas antes de caer. estipulaciones ausentes. Son plantas hermafroditas, dioicas o ginodioicas. Hojas simples, coriáceas, alternas y perennes (hoja lauroide). Flores solitarias, actinomorfas, con dos envueltas (a veces helicoidales); cáliz ])
En muchos tejidos de la planta del té están presentes los llamados esclereidos, células de diferente forma con paredes celulares fuertemente engrosadas; a menudo son reconocibles como pequeños puntos, por ejemplo, en las láminas de las hojas.

## Distribución geográfica
Los miembros de esta familia se encuentran en el sudeste de Asia y Malasia, Sudamérica tropical y el sudeste de los Estados Unidos. Tres géneros (Franklinia, Gordonia y Stewartia) tienen especies nativas del sudeste de los Estados Unidos, siendo Franklinia endémica de esa zona y, según algunas interpretaciones, también Gordonia, y las especies asiáticas que antes estaban incluidas en ese género se transfirieron a Polyspora.

## Características de la familia
Las plantas de esta familia se caracterizan por tener hojas simples que alternan entre espirales y distichiales, dentadas y generalmente brillantes. La mayoría de los géneros tienen follaje de hoja perenne, pero Stewartia y Franklinia son de hoja caduca. Los márgenes dentados se asocian generalmente con un diente de hoja de teoide característico, que está coronado por una punta glandular decidua. Las flores de esta familia suelen ser rosadas o blancas y grandes y llamativas, a menudo con un olor fuerte. El cáliz consta de cinco o más sépalos, que a menudo persisten en la etapa de fructificación, y la corola es de cinco o más pétalos, rara vez numerosos. Las plantas en Theaceae son multiestaminadas, generalmente con 20-100 + estambres libres o adnados a la base de la corola, y también son distintivas debido a la presencia de pseudopollen. El pseudopolen se produce a partir de células conectivas y tiene engrosamientos circulares o en forma de nervadura. El ovario a menudo es velloso y se estrecha gradualmente en el estilo, que puede estar ramificado o hendido. Los carpelos son típicamente opuestos a los pétalos, o los sépalos en el caso de Camellia. Los frutos son cápsulas loculicidas, frutos como bayas indehiscentes o algunas veces igual a pepitas. Las semillas son pocas y, a veces, aladas, o en algunos géneros cubiertas por tejido carnoso o desnudas y sin alas.

## Bioquímica
La familia de las teáceas tiene una química distintiva.  A veces, las plantas teáceas presentan cristales individuales de oxalato de calcio. El ácido elágico y los polifenoles comunes, incluidos los flavonoles, las flavonas y las proantocianinas, están ampliamente distribuidos en toda la familia.  El ácido gálico y la catequina solo están presentes en la secta Camellia. Thea (C. sinensis, C. taliensis y C. irrawadiensis). La cafeína y sus precursores, la teobromina y la teofilina, solo se encuentran en la sect. Thea y no se encuentran en otras especies de Camellia u otras Teáceas.  El contenido de cafeína en el arbusto del té representa entre el 2,5 y el 4% del peso seco de la hoja, y este alto contenido de catequinas y cafeína en el arbusto del té es el resultado de la selección artificial realizada por el ser humano para estos caracteres. Los triterpenos y sus glucósidos (saponinas) se encuentran ampliamente en toda la familia en las semillas, hojas, madera y corteza.  También se sabe que las plantas de esta familia acumulan aluminio y fluoruro.

## Distribución
Muchos fósiles del Cretácico tardío y del Terciario se asignan a Theaceae. Antiguamente, esta familia, como componentes importantes de los bosques, tenía una amplia distribución en las latitudes templadas del hemisferio norte.
Los arbustos de té se encuentran en los trópicos y subtrópicos. Hoy la familia tiene un área disjunta. Las principales áreas de distribución en la actualidad son el este y el sureste de Asia y Malasia. El este y sureste de América del Norte alberga alrededor de cuatro especies.
Una buena parte de la especie crece como sotobosque en los bosques de montaña.

## Propiedades medicinales
Las plantas de la familia Theaceae, que incluyen varios géneros como Camellia y Stewartia, se han utilizado como plantas medicinales por atribuidas a ellas. En general, las plantas de la familia Theaceae son valoradas no solo por sus usos ornamentales y culinarios, sino también por sus posibles aplicaciones medicinales. Como con todos los remedios herbales, es importante consultar con profesionales de la salud antes de usarlos con fines terapéuticos. Algunos ejemplos destacados son:
Camellia sinensis (Planta del Té):
Contiene polifenoles como las catequinas, que tienen fuertes efectos antioxidantes. El consumo regular de té verde (Camellia sinensis var. sinensis) se asocia con un menor riesgo de enfermedades cardiovasculares. Algunos estudios sugieren que los polifenoles del té verde podrían tener efectos protectores contra ciertos tipos de cáncer.

Camellia japonica (Camelia Japonesa):
El aceite de las semillas de Camellia japonica se utiliza en cosméticos por sus propiedades hidratantes y emolientes. Los usos tradicionales incluyen la aplicación de extractos en heridas y quemaduras por sus propiedades curativas.

Camellia oleifera (Camelia del Aceite de Té):
Extraído de las semillas, el aceite de té es rico en grasas insaturadas y se utiliza en la cocina, similar al aceite de oliva. Algunas investigaciones sugieren posibles propiedades antiinflamatorias de los compuestos encontrados en Camellia oleifera.

Stewartia monadelpha (Stewartia Alta):
En la medicina tradicional coreana y china, las especies de Stewartia se han utilizado para tratar diversas condiciones, aunque se necesita una validación científica más específica de sus propiedades medicinales.

## Tribus
Se divide en las siguientes tribus:
- Gordonieae
- Stewartieae
- Theeae

## Géneros
Relación de géneros según APWeb:
- Apterosperma
- Camellia
- Dankia
- Franklinia
- Gordonia
- Laplacea
- Pyrenaria
- Schima
- Stuartia
- Tutcheria
- Visnea

## Lista de especies
Según  NCBI:
- género Apterosperma
  - Apterosperma oblata
- género Camellia
  - Camellia achrysantha
  - Camellia acuticalyx
  - Camellia acutiperulata
  - Camellia albogigas
  - Camellia amplexicaulis
  - Camellia angustifolia
  - Camellia atrothea
  - Camellia azalea
  - Camellia bailinshanica
  - Camellia boreali-yunnanica
  - Camellia brachygyna
  - Camellia brevicolumna
  - Camellia brevistyla
  - Camellia caudata
  - Camellia chekiangoleosa
  - Camellia chrysantha
  - Camellia chrysanthoides
  - Camellia chungkingensis
  - Camellia compressa
  - Camellia cordifolia
  - Camellia costei
  - Camellia crapnelliana
  - Camellia crassiphylla
  - Camellia crassissima
  - Camellia cryptoneura
  - Camellia cuspidata
  - Camellia delicata
  - Camellia edithae
  - Camellia elongata
  - Camellia euphlebia
  - Camellia euryoides
  - Camellia fascicularis
  - Camellia flava
  - Camellia flavida
  - Camellia fluviatilis
  - Camellia forrestii
  - Camellia fraterna
  - Camellia furfuracea
  - Camellia fusuiensis
  - Camellia gauchowensis
  - Camellia gigantocarpa
  - Camellia gilbertii
  - Camellia glabriperulata
  - Camellia grandis
  - Camellia granthamiana
  - Camellia grijsii
  - Camellia gymnogyna
  - Camellia hekouensis
  - Camellia hengchunensis
  - Camellia henryana
  - Camellia hongkongensis
  - Camellia huana
  - Camellia hunanica
  - Camellia impressinervis
  - Camellia irrawadiensis
  - Camellia japonica
  - Camellia jinshajiangica
  - Camellia kissii
  - Camellia kwangsiensis
  - Camellia lanceolata
  - Camellia lawii
  - Camellia leptophylla
  - Camellia liberistamina
  - Camellia liberofilamenta
  - Camellia limonia
  - Camellia longgangensis
  - Camellia longipedicellata
  - Camellia longissima
  - Camellia longruiensis
  - Camellia longzhouensis
  - Camellia lucidissima
  - Camellia lungshenensis
  - Camellia lutchuensis
  - Camellia magniflora
  - Camellia magnocarpa
  - Camellia mairei
  - Camellia meiocarpa
  - Camellia micrantha
  - Camellia microphylla
  - Camellia mongshanica
  - Camellia multiperulata
  - Camellia multipetala
  - Camellia murauchii
  - Camellia nitidissima
  - Camellia obovatifolia
  - Camellia octopetala
  - Camellia oleifera
  - Camellia oligophlebia
  - Camellia omeiensis
  - Camellia oviformis
  - Camellia pachyandra
  - Camellia parafurfuracea
  - Camellia parvilimba
  - Camellia parvimuricata
  - Camellia parvipetala
  - Camellia paucipetala
  - Camellia petelotii
  - Camellia phaeoclada
  - Camellia phanae
  - Camellia phellocapsa
  - Camellia pingguoensis
  - Camellia piquetiana
  - Camellia pitardii
  - Camellia polyodonta
  - Camellia ptilophylla
  - Camellia ptilosperma
  - Camellia pubifurfuracea
  - Camellia pubipetala
  - Camellia pyxidiacea
  - Camellia reticulata
  - Camellia rhytidocarpa
  - Camellia rhytidophylla
  - Camellia salicifolia
  - Camellia saluenensis
  - Camellia sasanqua
  - Camellia semiserrata
  - Camellia sinensis
  - Camellia subacutissima
  - Camellia subintegra
  - Camellia szechuanensis
  - Camellia tachangensis
  - Camellia taliensis
  - Camellia tamdaoensis
  - Camellia tenuifolia
  - Camellia tenuivalvis
  - Camellia terminalis
  - Camellia transarisanensis
  - Camellia transnokoensis
  - Camellia tsaii
  - Camellia tuberculata
  - Camellia tunganica
  - Camellia tunghinensis
  - Camellia uraku
  - Camellia vietnamensis
  - Camellia villosa
  - Camellia waldeniae
  - Camellia wardii
  - Camellia weiningensis
  - Camellia wenshanensis
  - Camellia xiashiensis
  - Camellia xifongensis
  - Camellia yuhsienensis
  - Camellia yunnanensis
- género Franklinia
  - Franklinia alatamaha
- género Glyptocarpa
  - Glyptocarpa camellioides
- género Gordonia
  - Gordonia brandegeei
  - Gordonia lasianthus
  - Gordonia villosa
- género Laplacea
  - Laplacea alpestris
  - Laplacea fruticosa
  - Laplacea portoricensis
- género Parapyrenaria
  - Parapyrenaria multisepala
- género Polyspora
  - Polyspora axillaris
  - Polyspora chrysandra
  - Polyspora hainanensis
  - Polyspora longicarpa
  - Polyspora speciosa
  - Polyspora tonkinensis
- género Pyrenaria
  - Pyrenaria diospyricarpa
  - Pyrenaria garrettiana
  - Pyrenaria kwangsiensis
  - Pyrenaria menglaensis
  - Pyrenaria oblongicarpa
  - Pyrenaria shinkoensis
  - Pyrenaria turbinata
- género Schima
  - Schima argentea
  - Schima kankaoensis
  - Schima khasiana
  - Schima noronhae
  - Schima remotiserrata
  - Schima sinensis
  - Schima superba
  - Schima wallichii
- género Sinopyrenaria
  - Sinopyrenaria yunnanensis
- género Stewartia
  - Stewartia calcicola
  - Stewartia gemmata
  - Stewartia malacodendron
  - Stewartia monadelpha
  - Stewartia ovata
  - Stewartia pseudocamellia
  - Stewartia pseudocamellia × Stewartia ovata var. grandiflora
  - Stewartia pteropetiolata
  - Stewartia rostrata
  - Stewartia serrata
  - Stewartia sinensis
  - Stewartia villosa
- género Tutcheria
  - Tutcheria brachycarpa
  - Tutcheria championi
  - Tutcheria greeniae
  - Tutcheria hirta
  - Tutcheria kwangsiensis
  - Tutcheria kweichowensis
  - Tutcheria maculatoclada
  - Tutcheria microcarpa
  - Tutcheria pingpienensis
  - Tutcheria sophiae
  - Tutcheria spectabilis
  - Tutcheria symplocifolia
  - Tutcheria wuiana